# Atronamiento
Se da el nombre de atronamiento a la contusión recibida en el casco de las caballerías por parte de un agente físico. 
El tropiezo los animales contra alguna piedra cuando van corriendo, el golpeo contra alguna pared o valla cuando dan manotazos o coces, son las causas que dan lugar a la contusión de todo el casco. En esta contusión padece todo el tejido reticular del casco si ha sido excesiva, y padece una sola parte cuando la contusión ha sido moderada. Sea cualquiera el grado de contusión que haya recibido el casco, siempre se desarrolla una inflamación en el tejido reticular que da lugar por lo general a supuración.
La claudicación del animal, el calor aumentado del casco y el dolor que experimenta este a la menor presión que se ejerza en alguna de sus zonzas con la tenaza, son síntomas propios de esta enfermedad. Si la inflamación fuese poco excesiva, basta tan solo con la aplicación de cataplasmas para hacer desaparecer la irritación y hacer volver las partes a su estado natural; pero si la inflamación se desenvuelve en alto grado, no suelen ser suficientes estos medios para resolverla y la supuración es inevitable. 
Cuando la supuración se manifiesta, se conoce por la cesación de los síntomas inflamatorios. El casco se blanquea y al igual que en la escarza se descubre el lugar de la misma, dilatando toda la parte de palma que fuese necesario para dar salida al pus, poniendo sobre la herida planchuelas empapadas y sujetándolas con la herradura y una tablilla o chapa. Si a pesar de este medio no se corrigiese por no poder dar salida a todo el pus, se realiza para conseguirlo la operación de despalme. 